# Yavne
Yavne o Jamnia (en hebreo: יבנה‎) es una ciudad del Distrito Central de Israel. Según la Oficina Central de Estadísticas de Israel (CBS), a finales de 2009 la ciudad tenía una población de 33.800 habitantes. En sus cercanías se hallan las ruinas de la antigua población de Iamnia.  En tiempos del Reino de Jerusalén, se le conocía como Ibelín.
La Yavne moderna fue fundada en 1949. La Yavne antigua (Iamnia) tiene un lugar especial en la historia judía gracias a la contribución de la ciudad a la recuperación y reconstitución del judaísmo a manos de los sabios ben Zakai y Gamaliel II tras la destrucción del Segundo Templo. Los escribas de la escuela de Hilel se habían refugiado en Yavne durante el Sitio de Jerusalén, con permiso de Vespasiano, y con la caída de la ciudad y la llegada de ben Zakai la escuela que allí se formó heredó la autoridad del sanedrín de Jerusalén, convirtiéndose en un nuevo centro del judaísmo. Este periodo, conocido a veces como el «periodo de Yavne» se convirtió en una marca crucial en el desarrollo del judaísmo rabínico.
La ciudad tiene una historia de producción de vino a lo largo de gran parte de la antigüedad, como lo indican hallazgos arqueológicos y fuentes antiguas.

## Antigüedad
Durante la dominación romana, la ciudad era conocida como Iamnia o Jamnia. Fue legada por el rey Herodes a su muerte a su hermana Salomé. Tras la  muerte de ella, pasó al emperador Augusto, que la administró como finca imperial privada, un status que mantuvo al menos durante un siglo. Después de la muerte de Salomé, Iamnia pasó a ser propiedad de Livia, la futura emperatriz romana, y luego de su hijo Tiberio.

## Demografía
Según la Oficina Central de Estadísticas de Israel (CBS), en 2001, la población por género era de 15.800 hombres y 16.000 mujeres. La tasa de crecimiento de la población en 2001 fue de 0,5%. 103 nuevos residentes se trasladaron a Yavne en ese año.

### Ingresos
En el año 2000 había 10.910 trabajadores asalariados y 966 trabajadores autónomos. El salario promedio mensual para un trabajador asalariado fue ILS 5699. Los hombres asalariados tenían un salario promedio mensual de ILS 7430 en comparación con los ILS 4042 para las mujeres. La renta media de los trabajadores autónomos fue ILS 7631. Otros 640 ciudadanos recibieron prestaciones de desempleo y 2396 recibieron una garantía de ingresos.

### Educación
De acuerdo con las cifras de la CBS, en el año 2001 había 20 escuelas y 7445 estudiantes en Yavne (11 escuelas primarias con 4037 alumnos y 9 escuelas secundarias con 3408 estudiantes). El 59,6% de los estudiantes de 12º nivel fueron diplomados en bachillerato durante ese año.

## Economía
Las principales empresas con sede en Yavne son: Industrias Ormat, Sistemas de Defensa Aeronáutica , Avisar y Orbotech .

## Deportes
Macabi Yavne es principal club de fútbol de la ciudad. Durante la década de 1980 el club jugó en la primera división y en 1985 ganó la Copa Toto. Actualmente se desempeña en la Liga Leumit de fútbol. El equipo de baloncesto Elitzur Yavne juega en la Liga Leumit de baloncesto desde 2007.

## Residentes notables
- Meir Sheetrit
- Maor Melikson
- Shabak Samech
- Omri Casspi